# UMBRO-Ligaen (damer)
|  | Denne artikel eller sektion om sport er forældet eller ikke opdateret. Se artiklens diskussionsside eller historik. |

UMBRO-Ligaen er navnet på den bedste floorballliga i Danmark for damer. Danmarksturneringen blev første gang spillet i 1999 og er delt op i en vest- og en østliga, som spilles i vintersæsonen. I foråret spilles der slutspil for de fire bedstplacerede hold fra grupperne og guld-, sølv- og bronzevinderne findes.
For guldvinderen er der kvalifikation til kvalifikations runderne til EuroFloorball Cuppen.
Ligaen varetaget af Floorball Danmark.

## Vindere
|   | Hold                   | guld | sølv | bronze |
| - | ---------------------- | ---- | ---- | ------ |
| 1 | Jægerspris             | 4    | 3    | 3      |
| 2 | Frederikshavn Bulldogs | 3    | 1    | 4      |
| 3 | FC Outlaws             | 2    | 5    | 2      |
| 4 | Hafnia                 | 1    | 2    | 4      |
| 5 | Århus FS               | 0    | 0    | 3      |
| 6 | Brønderslev            | 0    | 0    | 1      |
| 6 | Friheden Fighters      | 0    | 0    | 1      |
| 6 | Rødovre FC             | 0    | 0    | 1      |

Kilde: http://floorball.dk/ → Danmarksturneringen → Medaljeoversigt